# CL (redes)
CL es la manera abreviada de nombrar el servicio de red no orientado a la conexión.
En estas redes, cada unidad de datos transmitida o datagrama es enteramente autocontenida, es decir, cada unidad contiene el parámetro de la dirección de destino. El proveedor puede encaminar cada unidad a través de la red de forma independiente, sin mantener relación alguna con el resto de unidades de datos anteriores o posteriores de la misma comunicación.
El encaminamiento independiente de cada UNIDAD DE DATOS da lugar a que en las redes que disponen de encaminamiento adaptativo, las unidades de una misma comunicación puedan transitar por la red a través de distintos nodos y siguiendo rutas diferentes, y por lo tanto, puedan llegar desordenadas al usuario de destino; incluso no llegar, ya que la red puede descartar unidades de datos en situaciones de congestión o simplemente perderse por el camino debido a fallos.
ISO ha especificado las características del servicio de nivel de red no orientado a conexión (ISO 8348) para normalizar este modo de funcionamiento:
- No hay establecimiento de ninguna conexión, solo hay transferencia de datos.
- Toda la información requerida para entregar al usuario de destino se presenta al proveedor junto con los datos a transmitir, en un único punto de acceso al servicio, que no necesita estar relacionado con otros accesos.
- Se utilizan las primitivas siguientes:

- Unit.Data.Request
- Unit.Data.Indication

- Las primitivas contienen los parámetros:

- Dirección del usuario destino
- Dirección del usuario origen
- Calidad de servicio CDS (QoS)
- Datos de usuario

El tamaño máximo de los datos es de 65.512 octetos y se has especificado los siguientes parámetros de calidad de servicio:
- Retardo de tránsito
- Protección
- Prioridad
- Probabilidad de error
- Encaminamiento

El otro servicio de red disponible es el orientado a conexión o (CONS).
- Datos: Q5737227